# Сенармонтит
Сенармонтит (англ. senarmontite; нім. Senarmontit m) — мінерал, триоксид стибію, острівної будови. Назва — за прізв. франц. фізика і мінералога А. де Сенармона (J.D.Dana, 1851).

## Опис
Хімічна формула: Sb2O3. Містить (%): Sb — 83,3 %; O — 16,7 %.
Сингонія кубічна. Гексоктаедричний вид. Утворює октаедричні кристали, кірки, масивні аґреґати. Спайність досконала по (111). Густина 5,2-5,7. Твердість 2-3. Безбарвний або сірувато-білий. Риса біла. Прозорий. Блиск смолистий, іноді алмазний. Крихкий. Продукт окиснення антимоніту, самородного стибію та ін. стибійвмісних мінералів. Супутні мінерали: валентиніт, кермезит (Sb2S2O), стибіїста вохра. Рідкісний.

## Розповсюдження
Знахідки: Північний Рейн-Вестфалія (ФРН), Пернек (Словаччина), Канада, родовище Джебель-Хамімат (Алжир).